# Districte de Nowgong
El districte de Nowgong o districte de Nagaon és una divisió administrativa d'Assam a l'Índia. La capital és Nowgong (Nagaon). la superfície és de 3831 km² i la població de 2.314.629 habitants (cens del 2001) repartida entre 1.180.267 musulmans (50,99%) i 1.106.354 hindús. El districte és el més poblat d'Assam. Fins al 1989 en formava part el districte de Morigaon que era una de les tres subdivisions, però en aquest any es va segregar per formar districte separat.

## Administració
Està constituït per 3 subdivisions, 18 blocs (blocks) de desenvolupament, 10 cercles fiscals, 10 ciutats, 240 gaon panchayat, 1420 pobles (1375 habitants). Les subdivisions són:
- Nagaon
- Hojai
- Kaliabor (creada després del 1989)

I els blocs són:
- Barhampur
- Batadrava
- Baziagaon
- Binakandi
- Dhalpukhuri
- Dolonghat
- Jugijan
- Juria
- Kaliabor
- Kathiatoli
- Khagorijan
- Lowkhowa
- Lumding
- Pachim Kaliabor
- Pakhimoria
- Raha
- Rupahi
- Udali

## Llocs interessants
- Parc nacional de Kaziranga
- Santuaris animals de Samaguri Bill o Pokhi Tirtha (ocells) i de Lowkhowa Avayaranya.
- Bordowa a 18 km al nord de la capital, lloc de naixement de Mahapurush Srimanta Sankardeva, fundador de la religió vaixnavita
- Champawati Kunda, cascades a Chapanala
- Kaliabor, lloc històric del període del regne d'Ahom
- Silghat, port fluvial al Brahmaputra
- Hojai, centre de la indústria de perfumeria d'Agar
- Jugijan, amb un fort, tres temples i altres restes
- Doboka', seu del regne de Doboka esmentat en una inscripció per l'emperador gupta Samudragupta
- Temple de Kamakhya

## Història
Pocs elements separats conformen una història particular del districte. Jangal, un rei hindú de Kamarupa, hauria establert la seva capital prop de Raha al segle XIII i alguns llocs com Raha, Jagi i Kajalimukh prendrien els seus noms d'incidents que haurien passat quan el rei hindú fou derrotat pel raja kachari. Aquestos van ocupar una bona part del districte però el 1536 foren derrotats pels ahoms i la seva capital Dimapur saquejada; en endavant es creu que el riu Kalang fou el seu límit nord, més enllà del qual dominaven els ahoms.
A la caiguda del regne ahom al primer quart del segle XIX el districte va quedar sotmès a les depredacions dels birmans que el 1820 van decapitar 50 homes a la riba del Kalang i van cremar vives a 200 persones joves i vells, homes i dones. Quan els britànics van prendre possessió del país al final de la primera Guerra Anglobirmana, Nowgong fou administrada com a part del districte de Kamrup fins al 1832 que va constituir districte separat: en aquest temps limitava a l'est amb el Dhansiri, i incloïa les muntanyes Mikir, part del districte de North Cachar Hills i les muntanyes Naga, però aquestes i les muntanyes Mikir foren separades el 1866. Posteriorment les muntanyes Mikir van retornar al districte en bona part (1898). Sota domini britànic hi va haver pocs incidents, però alguna vegada es van produir petites revoltes tribals, sent l'única a destacar la del 1861, en ser prohibit el cultiu de l'opi, quan els lalungs es van revoltar i van matar el subcomissionat, tinent Singer, que havia estat enviat a dispersar una assemblea de la tribu a Phulaguri, a uns 15 km al sud de Nowgong.
L'única ciutat (i única municipalitat) era aleshores Nowgong o Nagaon amb 4.430 habitants. Hi havia 1.117 pobles. El 64% eren hindús, el 31% animistes i el 5% musulmans. La llengua general era l'assames (66%) i les llengües tibetobirmanes les parlaven el 20%. Les castes principals eren bramans, kalites, kewats i bòries. Els kochs pertanyien en general a la casta dels nadiyals i dels jugis. Les ètnies principals eren els karbis o mikirs, els tiwa o lalungs, els kacharis i els kochs.
La superfície del districte era de 9.953 km². Tenia al nord-est les muntanyes Mikir amb les valls del Dhansiri i el Langpher, mentre la resta era pla excepte el grup de les muntanyes Kamakhya entre el Brahmaputra i el Kalang. Els rius principals eren el Brahmaputra, Silghat, Kalang, Diphlu, Sonai, Kapili, Doiang, Jamuna, Barpani, i Umiam o Kiling. La població era: 
- 1872: 260.238
- 1881: 314.893
- 1891: 347.307
- 1901: 261.160

Administrativament no hi havia cap subdivisió, excepte cinc thanes o cercles policials: Nowgong, Rahi, Jagi, Kaliabar i Dobaka. El districte estava sota un subcomissionat amb dos assistents.

## Arqueologia
- Temple hindú a Kamakhya, prop de Silghat, de la meitat del segle XVIII.
- Temples i forts en ruïnes a la vall del Kapili, que podrien correspondre als rages kacharis.